# Gare de Morley
Ne doit pas être confondue avec les gares de Morlaix ou de Morlay.
La gare de Morley est une gare ferroviaire du Royaume-Uni, située dans la banlieue de Morley dans le Leeds, Yorkshire de l'Ouest en Angleterre. 
Les services à partir de Morley sont opérés par Northern Rail.